# Vlada Vukoičić
Vlada Vukoičić (Srp. ćirilica: Влада Вукоичић; Beograd, 2. lipnja 1973.) je srpski košarkaški trener. Trenersku karijeru je započeo 2005. u FMP Železniku, a ondje je proveo dvije i pol sezone. Otkaz je dobio 14. siječnja 2008. Nije dugo čekao na posao, jer u ožujku te iste godine zamijenio na klupi Hemofarma Miroslava Nikolića. Vukoičić je na klupi Hemofarma proveo samo završni dio sezone, a u ljeto 2008. odlazi u belgijski Oostende. Ni ondje se nije dugo zadržao, jer u listopadu te iste godine napušta klub. U studenomu 2008. potpisuje za Bosnu ASA BH TELECOM. 

## Vanjske poveznice
- Profil na NLB.com